# JRA Sound of Thoroughbred
『JRA Sound of Thoroughbred』（ジェイ・アール・エー・サウンド・オブ・サラブレッド）はInterFMで放送された日本中央競馬会の英語による広報・競馬中継の番組である。
2010年と2011年に放送されたもので、一部を除く中央競馬のGI競走が行われる日は開催が行われる現地の競馬場をつなぎ、そのGI競走の英語によるレース実況を行い、それ以外の週でも、競馬にまつわるトピックを放送した。